# ТЕС Крайова II
ТЕС Крайова II – теплова електростанція в Румунії у повіті Горж, розташована на північній околиці міста Крайова.
В 1987 та 1989 роках на майданчику станції стали до ладу два енергоблоки з паровими турбінами потужністю по 150 МВт. 
Окрім виробництва електроенергії станція постачає тепло для міста Крайова, для чого використовують залишкове тепло обох енергоблоків. Крім того, на майданчику встановлені чотири додаткові котла загальною потужністю 325 МВт (в тому числі два вугільні водогрійні котла потужністю по 116 МВт).
ТЕС розрахована на споживання місцевого ресурсу лігнітів.
Для охолодження використовують воду із річки Жіу.
У середині 2010-х блоки станції пройшли модернізацію з метою покращення екологічних показників, під час якої встановили обладнання для десульфуризації відхідних газів.